# Војна Нешић
Војна Нешић (Сарајево, 6. октобар 1947) српска је композиторка, редовни професор на Факултету уметности у Звечану и председник удружења Жене у музици, огранка међународног удружења Donne in musica.

## Образовање
Војна Нешић је дипломирала композицију на Факултету музичке уметности у Београду у класи проф. Енрика Јосифа (1983) и специјализовала на Музичкој академији у Сарајеву у класи проф. Војина Комадине (1991).

## Уметничка каријера
Војна Нешић је аутор бројних композиција за различите саставе. Њене композиције извођене су широм бивше Југославије, као и у Мајамију, Перуђи, Хајделбергу, Лос Анђелесу, Лондону, Болоњи, Минхену, Барију, Манхајму,...

## Признања
Војна Нешић је једини композитор са Балкана чије су две композиције објављене у немачкој енциклопедији Клавирска музика композиторки од 17. до 20. века. Године 1994. биографија јој је објављена у престижној енциклопедији The New Grove Dictionary of Women Composers. Добитник је више награда за композицију на домаћим и међународним конкурсима.

## Педагошки рад
Војна Нешић је редовни професор и шеф Катедре за теоријске предмете на Факултету уметности у Звечану, где предаје Хармонију са хармонском анализом, а предавала је и Композицију, Аранжирање и Оркестрацију. Била је гостујући предавач на Калифорнијском државном универзитету Нортриџ (САД).

## Удружења
Војна Нешић је оснивач и председник удружења Жене у музици, огранка међународног удружења Donne in musica. Организатор је и уметнички директор истоименог такмичења.